# Citronmelisse
Citronmelisse eller hjertensfryd (Melissa officinalis) er en 20-90 centimeter høj buskagtig og citronduftende urt med små hvide blomster. Den dyrkes både som krydderurt og kan anvendes til en beroligende te. I forvildet form kan man finde den nær bebyggelse. Citronmelisse tilhører læbeblomst-familien.

## Beskrivelse
Citronmelisse er en flerårig, urteagtig plante med en opstigende til opret, busket vækst. Stænglerne er lysegrønne og firkantede i tværsnit med modsat stillede blade. Bladene er ægformede til hjerteformede med tandet rand. Oversiden er græsgrøn og kruset, mens undersiden er lysegrøn med tydelige bladribber. Begge sider er svagt behårede.
Blomstringen foregår i juli-august, hvor man finder blomsterne i små stande ved bladhjørnerne. De enkelte blomster er 5-tallige og uregelmæssige med kun én symmetriakse og hvide kronblade. Frugterne er spaltefrugter med brune frø.
Rodsystemet består af nogle få, kraftige og dybtgående hovedrødder, der bærer mange, grove siderødder.
Højde x bredde og årlig tilvækst: 0,50 x 0,40 m (50 x 40 cm/år).

## Hjemsted
Citronmelisse er oprindeligt hjemmehørende i Makaronesien, Nordafrika, Mellemøsten, Kaukasus, Centralasien, det Indiske subkontinent og Øst- og Sydeuropa. Den er desuden spredt og naturaliseret fra dyrkning som krydderurt og medicinplante mange andre steder i verden. Den findes sjældent som forvildet i Danmark nær bebyggelse.
På Egaleobjerget, nordvest for Athen, vokser planten i rester af den oprindelige vegetation sammen med bl.a. aleppofyr, alm. løvehale, alpeguldslør, ametystløg, asfaltkløver, bleg stenurt, buskhestesko, etruskisk gedeblad, håret torngyvel, kermeseg, mastikstræ, middelhavsene, nerie, Pyrus amygdaliformis (en art af pære), Rhamnus lycioides (en art af korsved), rød sporebaldrian, rødfrugtet ene, skarpbladet asparges, Verbascum undulatum (en art af kongelys), vinterkortlæbe og ægte cypres

## Indholdsstoffer
Citronmelisse indeholder mange stoffer. Til de vigtigste hører: Citral (40-70 % er en blanding af geranial og neral), citronellal (1-20 %) og β-caryophyllen (5-15 %). Desuden indeholder planten methylcitronellal, 6-methyl-5-hepten-2-on, geranylacetat, α-copaen, nerol, rosmarinsyre, harpiks, glykosider, saponiner og thymol samt en vis mængde c-vitamin (cirka 0,25 gram pr. 100 gram tørstof). Indholdet af æteriske olier afhænger dog stærkt af voksested, klimaforhold og høsttidspunkt.

## Anvendelse
Som krydderurt er citronmelisse meget anvendeligtil eksempelvis salater, fisk, som smagsgiver til olie, dressing, eddike, sauce, kager og desserter, hvor den bidrager med sin markante, krydrede citronsmag. Derudover er citronmelisse også god til te.
Citronmelissens duftstoffer indgår også i fremstilling af sæber.
| Portal | Portal:Botanik |